# هرمينجيلدو إليسيس
هرمينجيلدو إليسيس ريفاس (13 أبريل 1914 - 7 مارس 1964) لاعب كرة قدم إسباني لعب كمهاجم لفريق أتليتيك بلباو وريال مدريد.
فاز بلقب كأس ملك إسبانيا مرتين متتاليتين مع كلا الناديين (1943 و1944 مع أتليتيك، إلى جانب لقبين في الدوري، و1946 و1947 مع مدريد).

## مسيرة اللعب
وُلِد هرمينجيلدو في بلدة سيستاو البيسكايانية في 13 أبريل 1914. بعد اللعب لصالح نادي ليوا ونادي سيستاو الرياضي، انضم إلى نادي أتليتيك بلباو في عام 1934، حيث شارك لأول مرة في دوري الدرجة الأولى في 30 سبتمبر. وفي مباراتيه التاليتين في الدرجة الأولى، سجل هدفين ضد ريال سوسيداد وبرشلونة.
انتهت فترة وجوده هناك في عام 1936 بسبب اندلاع الحرب الأهلية الإسبانية، وخلال العام الأخير لعب في نادي ديبورتيفو ألافيس قبل أن يعود إلى أتليتيك في عام 1939 ويبقى هناك لمدة خمسة مواسم أخرى. وفي المجمل، لعب 116 مباراة رسمية (79 في الدوري، و27 في كأس ملك إسبانيا، و10 في البطولة الإقليمية )، وسجل 38 هدفًا. مع أتليتيك، فاز بالدوري مرتين في عامي 1935-1936 و1942-1943 ولقبين للكأس في عامي 1943 و1944. بدأ في نهائي الكأس عام 1943، والذي انتهى بفوز 1-0 على ناديه المستقبلي مدريد، ولعب أيضًا في نهائي عام 1942، حيث سجل في خسارة 3-4 أمام برشلونة. ومن الجدير بالذكر أنه في 27 أبريل 1941، سجل هرمينجيلدو ثلاثية ضد أتليتيك أفيشن (الذي أصبح قريبًا أتلتيكو مدريد ) ليساعد فريقه على الفوز بنتيجة 6-2 في كأس رئيس الاتحاد الأوروبي لكرة القدم 1941-1947.
في عام 1944، وقع إليس البالغ من العمر 30 عامًا عقدًا مع ريال مدريد، حيث لعب آخر أربع سنوات من حياته المهنية. في المجمل، لعب 28 مباراة في الدوري و11 مباراة في الكأس لصالح الميرينجي، وسجل سبعة أهداف، وفاز بكأس ملك إسبانيا في عامي 1946 و1947، حيث بدأ في النهائي السابق لمساعدة فريقه على الفوز 3-1 على نادي فالنسيا.

## الأوسمة
أثليتك
- الدوري الإسباني : 1935–36، 1942–43
- كأس الملك : 1943، 1944

نادي مدريد لكرة القدم
- كأس ملك إسبانيا: 1946، 1947